# City Nature Challenge
Die City Nature Challenge (CNC) ist ein jährlich weltweit stattfindender, freundschaftlicher Citizen-Science-Wettbewerb zur Dokumentation der urbanen Biodiversität. Dabei sucht und dokumentiert die Bevölkerung die in den Städten oder urbanen Gebieten lebenden Pflanzen, Tiere und anderen Organismen. Ziel des mehrtägigen Citizen Science-Events ist, die Bevölkerung für die Dokumentation der Artenvielfalt und für die Sammlung von Biodiversitätsdaten zu motivieren. Jedes Jahr werden drei Auszeichnungen für die Städte mit den meisten Beobachtungen, den meisten gefundenen Arten und den meisten Teilnehmern vergeben.
Die Beobachtungen von Tieren, Pflanzen und anderen Organismen werden hauptsächlich über die Plattform iNaturalist dokumentiert, wobei einige Städte andere Plattformen zur Einreichung von Naturbeobachtungen nutzen, wie beispielsweise Natusfera in Spanien, Waarneming.nl in Maastricht oder die App Naturblick in Berlin. Dem eigentlichen Beobachtungszeitraum folgt ein mehrtägiger Zeitraum zur Bestimmung der Arten und die Ermittlung der Gewinner. Die Teilnehmer müssen nicht über Artenkenntnis verfügen, da die Identifizierung der Beobachtungen einerseits durch die automatisierte Artidentifkation von iNaturalist unterstützt wird, andererseits durch die Nutzer von iNaturalist selbst.

## Geschichte
Die City Nature Challenge wurde von Alison Young und Rebecca Johnson von der California Academy of Sciences und Lila Higgins vom Natural History Museum of Los Angeles County gegründet. Die erste City Nature Challenge fand im Frühling 2016 zwischen Los Angeles County und San Francisco Bay Area statt. Rund 20.000 Beobachtungen wurden von den Teilnehmern auf der iNaturalist-Plattform dokumentiert. 2017 wurde der Wettbewerb auf 16 Städte innerhalb der USA ausgeweitet, mit mehr als 125.000 Naturbeobachtungen innerhalb von fünf Tagen. 2018 fand die Challenge in 68 Städten weltweit statt. Innerhalb von vier Tagen wurden mehr als 441.000 Beobachtungen von mehr als 18.000 verschiedenen Arten gemacht; mehr als 17.000 Personen nahmen teil. Im Jahr 2019 erhöhte sich die Anzahl der teilnehmenden Städte auf 159. Rund 35.000 Beobachter meldeten fast 1 Million Beobachtungen von über 31.000 verschiedenen Arten.
Die internationale Ausrichtung der City Nature Challenge wurde 2019 auch anhand der Ergebnisse sichtbar. Gewinner in den Kategorien für die meisten Beobachtungen und meisten Arten wurde Kapstadt. Drei südamerikanische Städte (La Paz, Tena und Quito) und zwei asiatische Städte (Hongkong und Klang Valley) fanden sich in den Top 10 der Städte mit den meisten Beobachtungen.
Aufgrund der COVID-19-Pandemie wurde die City Nature Challenge 2020, 2021 und 2022 nicht als Wettbewerb, sondern als ein gemeinsames Event organisiert.

## City Nature Challenge im deutschsprachigen Raum
Berlin nahm 2018 und 2019 als erste Stadt im deutschsprachigen Raum an der City Nature Challenge teil. Im Jahr 2019 wurden von 723 Teilnehmern 3.003 Beobachtungen von 596 verschiedenen Arten gemacht. Seit 2021 nehmen wieder Städte aus Deutschland an dem Event teil, wobei Kiel in den Jahren 2021 und 2022 knapp vor Berlin die meisten Beobachtungen und die meisten Arten in Deutschland beisteuern konnte. 2023 haben neben Berlin und Kiel auch Osnabrück, Dresden, Frankfurt am Main und Aachen ihre Teilnahme angekündigt.
Österreich nahm 2020 das erste Mal mit drei Städten an der City Nature Challenge teil. Die teilnehmenden Städte waren Graz inklusive Umgebung, Krems und die Welterberegion Wachau sowie Wien. Seitdem nehmen verschiedene Regionen aus Österreich jährlich an dem Wettbewerb teil.
Die Schweiz nahm 2022 das erste Mal an dem Wettbewerb teil.

## Ergebnisse
Ergebnisse der City Nature Challenge nach Jahr:
| Jahr | Datum            | Teilnehmende Städte | Beobachtungen Gesamt | Arten Gesamt | Teilnehmer Gesamt | Ergebnisse   |
| ---- | ---------------- | ------------------- | -------------------- | ------------ | ----------------- | ------------ |
| 2016 | 14.–21. April    | 2                   | 19.742               | 3.152        | 1.018             | [ 1 ]        |
| 2017 | 14.–18. April    | 16                  | Über 125.000         | 8.600        | Über 4.000        | [ 1 ]        |
| 2018 | 27.–30. April    | 68                  | 442.518              | Über 18.000  | 17.329            | [ 14 ]       |
| 2019 | 26.–29. April    | 159                 | 963.773              | Über 31.000  | 35.126            | [ 5 ] [ 25 ] |
| 2020 | 24.–27. April    | 244                 | 815.258              | Über 32.500  | 41.165            | [ 26 ]       |
| 2021 | 30. April–3. Mai | 419                 | 1.270.767            | Über 45.300  | 52.777            | [ 27 ]       |
| 2022 | 29. April–2. Mai | 445                 | 1.694.877            | Über 50.176  | 67.220            | [ 27 ]       |

Gewinner je Kategorien je Jahr:
| Jahr | meiste Beobachtungen                              | meiste Arten                                     | meiste Teilnehmer                                | Ergebnisse |
| ---- | ------------------------------------------------- | ------------------------------------------------ | ------------------------------------------------ | ---------- |
| 2016 | Los Angeles County, Kalifornien, USA (10.353)     | Los Angeles County, Kalifornien, USA (1.601)     | Los Angeles County, Kalifornien, USA (574)       | [ 1 ]      |
| 2017 | Dallas/Fort Worth, Texas, USA (23.957)            | Houston, Texas, USA (2.419)                      | Los Angeles, Kalifornien, USA (1.034)            | [ 1 ]      |
| 2018 | San Francisco Bay Area, Kalifornien, USA (41.737) | San Francisco Bay Area, Kalifornien, USA (3.211) | San Francisco Bay Area, Kalifornien, USA (1.532) | [ 28 ]     |
| 2019 | Kapstadt, Südafrika (53.763)                      | Kapstadt, Südafrika (4.588)                      | San Francisco Bay Area, Kalifornien, USA (1.947) | [ 16 ]     |
| 2020 | Nicht ermittelt für 2020                          | Nicht ermittelt für 2020                         | Nicht ermittelt für 2020                         | [ 17 ]     |
| 2021 | Nicht ermittelt für 2021                          | Nicht ermittelt für 2021                         | Nicht ermittelt für 2021                         |            |
| 2022 | Nicht ermittelt für 2022                          | Nicht ermittelt für 2022                         | Nicht ermittelt für 2022                         |            |